# Ilka Reinhardt
Ilka Reinhardt (née en 1966 en RDA) est biologiste allemande, experte en matière de loups.

## Biographie
Elle est, avec Gesa Kluth, fondatrice et directrice de LUPUS - Institut de surveillance et de recherche sur les loups en Allemagne et du Freundeskreis freilebender Wölfe, Elle a été nommée commissaire aux loups par le ministère de l'environnement et de l'agriculture du Land de Saxe. Ilka Reinhardt travaille avec le Fonds international pour le bien-être des animaux. (Fonds international pour la protection des animaux, IFAW) et le Naturschutzbund Deutschland. En Pologne, la biologiste Sabina Nowak occupe un poste similaire. Ilka Reinhardt et Sabina Nowak sont membres de Large Carnivore Initiative for Europe et coopèrent avec le consortium CEWolf.
Ayant grandi à Potsdam et à Berlin, elle a d'abord suivi un apprentissage d'ouvrière spécialisée dans la production animale. Après la réunification allemande, elle a étudié la biologie et s'est découvert un intérêt particulier pour la biologie des animaux sauvages. Elle a participé à un projet sur les ours en Slovénie et a travaillé sur les blaireaux en Suisse. Le sujet de sa thèse de diplôme est la présence de lynx en Slovénie. Après son diplôme, elle a rencontré Gesa Kluth à Berlin, avec qui elle a fondé le Wildbiologisches Büro LUPUS à Spreewitz en 2003,,. Comme Sabina Nowak, Ilka Reinhardt est devenue membre de l'Initiative des grands carnivores pour l'Europe (LCIE) sous la présidence de Luigi Boitani. Avec Gesa Kluth, elle a supervisé et encouragé la réimmigration des loups en Allemagne, conformément à ses instructions. Au nom du Bundesamt für Naturschutz Bundesamt für Naturschutz, les deux femmes ont joué un rôle clé dans l'élaboration des normes pour la surveillance des loups en Allemagne. Elles organisent des cours de formation sur la surveillance des loups pour les parties intéressées d'Allemagne et des pays voisins.

## Conférences
En 2013, Ilka Reinhardt s'est exprimée en tant qu'oratrice lors du Symposium international sur le loup au Wolfcenter de Dörverden.
En tant qu'oratrice à la conférence de la NABU sur le loup en 2015, elle a fourni des informations sur l'état de conservation du loup, le développement de la population et la surveillance : "Il y a un débat constant sur la question de savoir si le loup doit être inscrit à l'annexe IV ou V de la directive "Habitats". Les pays fondateurs de l'UE l'ont classé dans l'annexe IV. Cela a été facile, car ces pays étaient pratiquement exempts de loups. Les pays qui ont rejoint l'UE par la suite ont négocié son inscription à l'annexe V précisément parce que les loups y étaient déjà présents. Les animaux sont protégés dans l'annexe V, mais la chasse légale peut être pratiquée sous certaines conditions. Par exemple, les loups sont chassés comme une espèce de l'annexe V dans les États baltes, mais pas en Pologne. La manière dont le statut de protection est rempli est une question qui relève du pays concerné" (Citation d'Ilka Reinhard),.

## Publications
- Ilka Reinhardt, Gesa Kluth:  Living with wolves - Guidelines for dealing with a conflict-prone species in Germany. 2007
- H. Ansorge, M. Holzapfel, G. Kluth, I. Reinhardt and C. Wagner: The Return of the Wolves. In: Biology of our time. Volume 40, 2010, pages 244-253.
- Ilka Reinhardt, Gesa Kluth, Sabina Nowak, Robert W. Mysłajek: A review of wolf management in Poland and Germany with recommendations for future transboundary collaboration' 2013
- Ilka Reinhardt, Gesa Kluth: Wolves in Europe and Germany - Status, Distribution and Monitoring. LUPUS Institute for Wolf Monitoring and Research in Germany 2014.
- Ilka Reinhardt, Gesa Kluth, Sabina Nowak, Robert W. Mysłajek: Standards for the monitoring of the Central European wolf population in Germany and Poland 2015
- Ilka Reinhardt, Petra Kaczensky, Felix Knauer, Georg Rauer, Gesa Kluth, Sybille Wölfl, Ditmar Huckschlag, Ulrich Wotschikowsky: Monitoring of wolf, lynx and bear in Germany' 2015.
- Ilka Reinhardt as co-author in: Luigi Boitani: Guidelines for management plans for large carnivores at population level